# Leo Schmoll
Leo Schmoll (* 24. April 1904 in Texing; † 13. Januar 1957 in Wien) war ein österreichischer Architekt und Baumeister.

## Leben
Leo Schmoll war der Sohn eines Baumeisters. Er besuchte die Realschule in Waidhofen an der Ybbs und anschließend die Höhere technische Gewerbeschule in Mödling von 1922 bis 1926. Nach einigen Praktikumsjahren legte er 1928 die Baumeisterprüfung ab und wurde in der Hochbauabteilung der Niederösterreichischen Landesregierung angestellt. Schon 1930 gab er diese Stellung wieder auf und studierte von 1930 bis 1934 an der Akademie der bildenden Künste Wien bei Peter Behrens. Etwa von 1933 an ging Schmoll eine Bürogemeinschaft mit dem Architekten Robert Kramreiter ein, der 1938 emigrierte. Von 1939 bis 1946 wurde Schmoll wieder bei der Niederösterreichischen Landesregierung angestellt. Nach dem Krieg musste er privat arbeiten und war Architekt der Semperit AG in Wimpassing von 1948 bis 1950. Anschließend erhielt er die Stellung bei der Landesregierung wieder zurück.

## Bedeutung
Leo Schmoll war die meiste Zeit seines Lebens beamteter Architekt, wodurch viele in dieser Zeit geschaffenen Werke nicht fassbar sind. Zusammen mit Robert Kramreiter errichteten die beiden mehrere Kirchen, wobei man davon ausgehen kann, dass die Entwürfe und die Gesamtkonzeptionen von Kramreiter stammen werden, wogegen Schmoll Details im Design und die praktische Umsetzung zugefallen zu sein scheint. Wann die Zusammenarbeit genau endete ist auch nicht mit Sicherheit festzustellen. Danach errichtete Schmoll öffentliche Gebäude wie Schulen oder Kindergärten.

## Werke

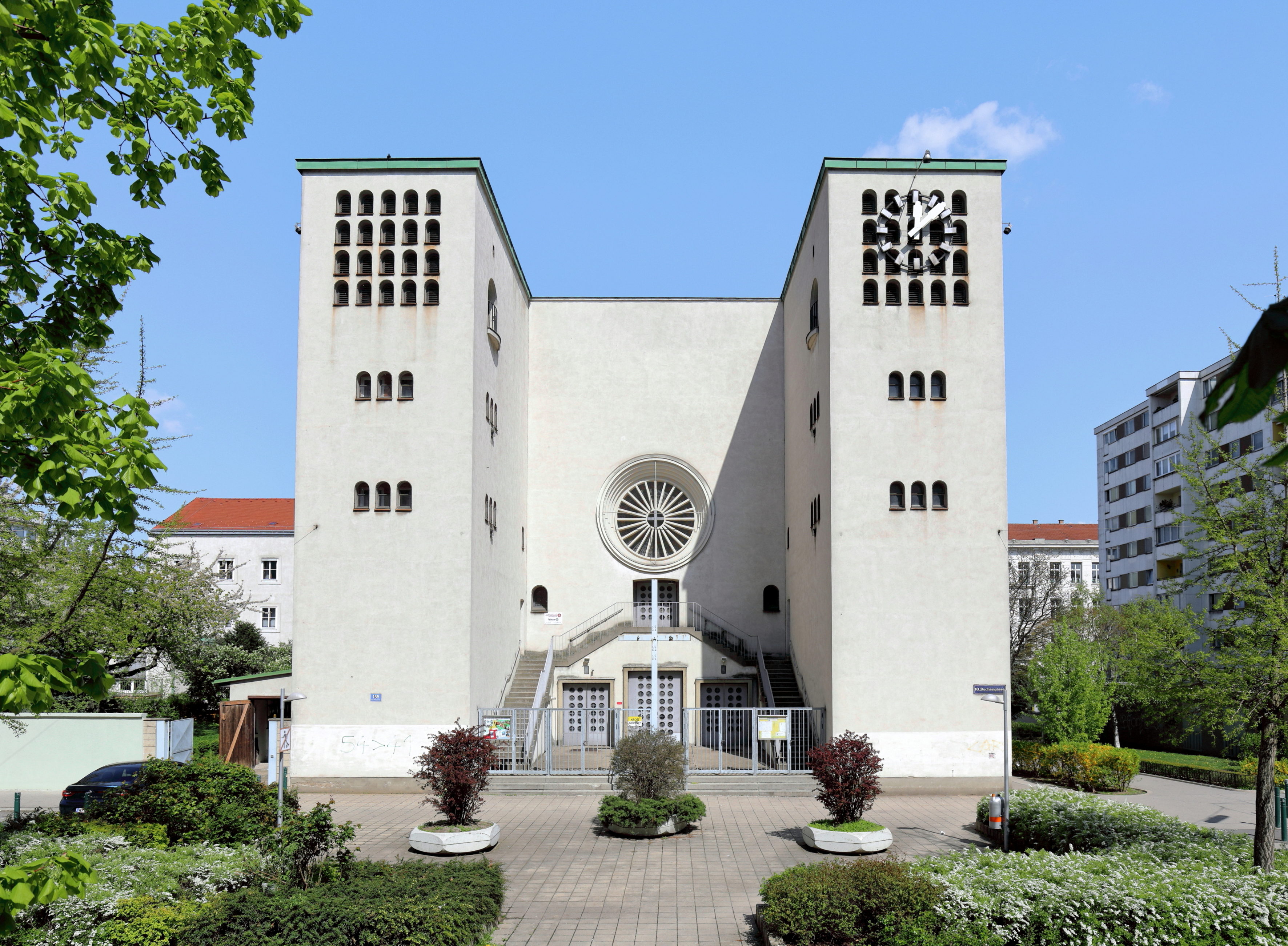
Pfarrkirche Maria Königin des Friedens (1933–1935) von Robert Kramreiter und Leo Schmoll

- Christkönigskirche, Kledering (1933) mit Robert Kramreiter
- Pfarrkirche zur Wunderbaren Mutter Gottes, Buchengasse 108, Wien 10 (1933–1935) mit Robert Kramreiter
- Pfarrkirche Maria Königin des Friedens, Quellenstraße 197, Wien 10 (1934) mit Robert Kramreiter
- Dollfuß-Gedächtniskirche, Hohe Wand (1934) mit Robert Kramreiter
- Katholische Pfarrkirche Floridsdorf, Pius-Parsch-Platz 3, Wien 21 (1936–1938) mit Robert Kramreiter
- Strafanstalt, Kaunas (um 1942)
- Gestüt, Haidhof (1948)
- Wohnhaus, Leopoldauer Straße 1–3, Wien 21 (1950)
- diverse Wohnhäuser in Gloggnitz, Kitzbühel und Purbach (um 1950)
- Wohnhaus, Gregerstraße 22, Fischamend (1951)
- Schule, Lunz am See (um 1955)
- Kindergarten, Guntramsdorf (um 1956)